# Meet the Fockers
Meet the Fockers er en amerikansk komediefilm fra 2004, instrueret af Jay Roach. Det er en fortsættelse til Meet the Parents fra 2000.

## Rolleliste (udvalgt)
- Robert De Niro – Jack Byrnes
- Ben Stiller – Gaylord Focker
- Dustin Hoffman – Bernie Focker
- Barbra Streisand – Roz Focker
- Blythe Danner – Dina Byrnes
- Teri Polo – Pam Byrnes
- Owen Wilson – Kevin Rawley
- Spencer Pickren – Little Jack
- Bradley Pickren – Little Jack
- Alanna Ubach – Isabel
- Ray Santiago – Jorge Villalobos